# Thyrosticta lacrimata
Thyrosticta lacrimata är en fjärilsart som beskrevs av Griveaud 1964. Thyrosticta lacrimata ingår i släktet Thyrosticta och familjen björnspinnare. Inga underarter finns listade i Catalogue of Life.